# Поручейник

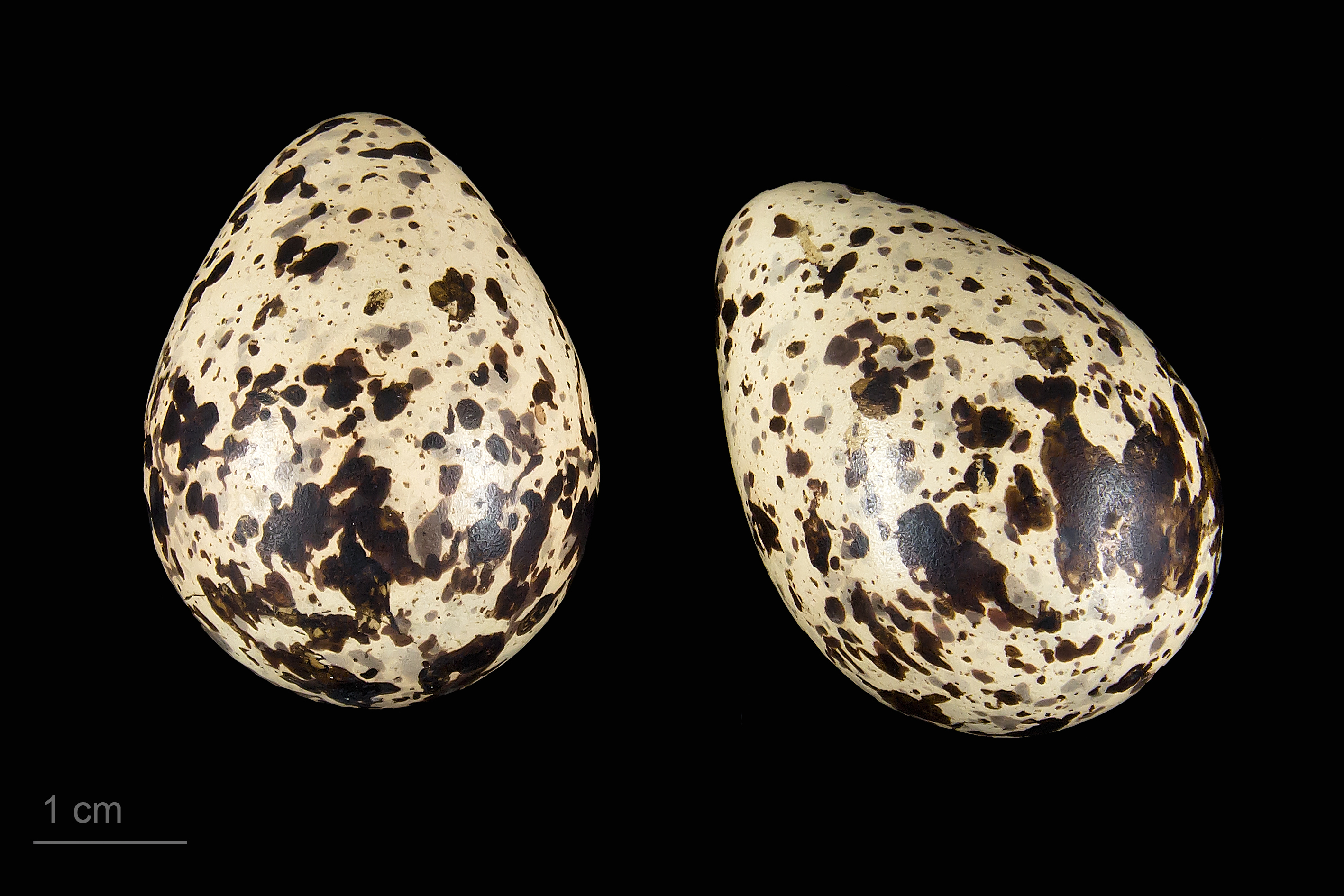
яйцо Tringa stagnatilis - Тулузский музей

Поруче́йник (лат. Tringa stagnatilis) — вид птиц из семейства бекасовых (Scolopacidae).

## Отличия
Поручейник отличается тонким, длинным и прямым клювом, а также очень длинными желтоватыми лапками. Имеет два вида оперения в зависимости от времени года. Более красочное оперение имеет коричнево-серый оттенок и усыпано чёрными пятнами. Нося менее красочное оперение, поручейник на верхней стороне серый, на нижней — белый, а голова и шея — беловато-серые. Длина тела от 22 до 26 см, весит 55—85 г.

## Распространение
Поручейник гнездится в ареале между Восточной Европой и Средней Азией, предпочитая влажные низменные луга и степные и таёжные болота. Для зимовки совершает перелёт в Африку или Южную Азию, в особенности в Индию.

## Питание
Этот вид питается насекомыми и мелкими водными беспозвоночными, прочёсывая клювом мелководье и ил.

## Размножение
Половая зрелость наступает на первом или втором году жизни. Гнездо устраивает на земле в небольшом углублении. Выстилка скудная, состоит из нескольких соломинок. Птицы гнездятся в колониях вблизи водоёма. Начало яйцекладки в мае, на северо-востоке ареала в июне. В кладке обычно 4 яйца.